# Processa profunda
Processa profunda är en kräftdjursart som beskrevs av Manning och Fenner A. Chace 1971. Processa profunda ingår i släktet Processa och familjen Processidae. Inga underarter finns listade i Catalogue of Life.